# Fotosidan
Fotosidan är en samlingsplats på webben för fotografer. Den startade 2001 av David Elmfeldt, Erik Leonsson och Christer Lindh. Fotosidan ger även ut det tryckta fototidningen Fotosidan Magasin.